# Filialkirche Vierzehn Nothelfer (Petersdorf II)

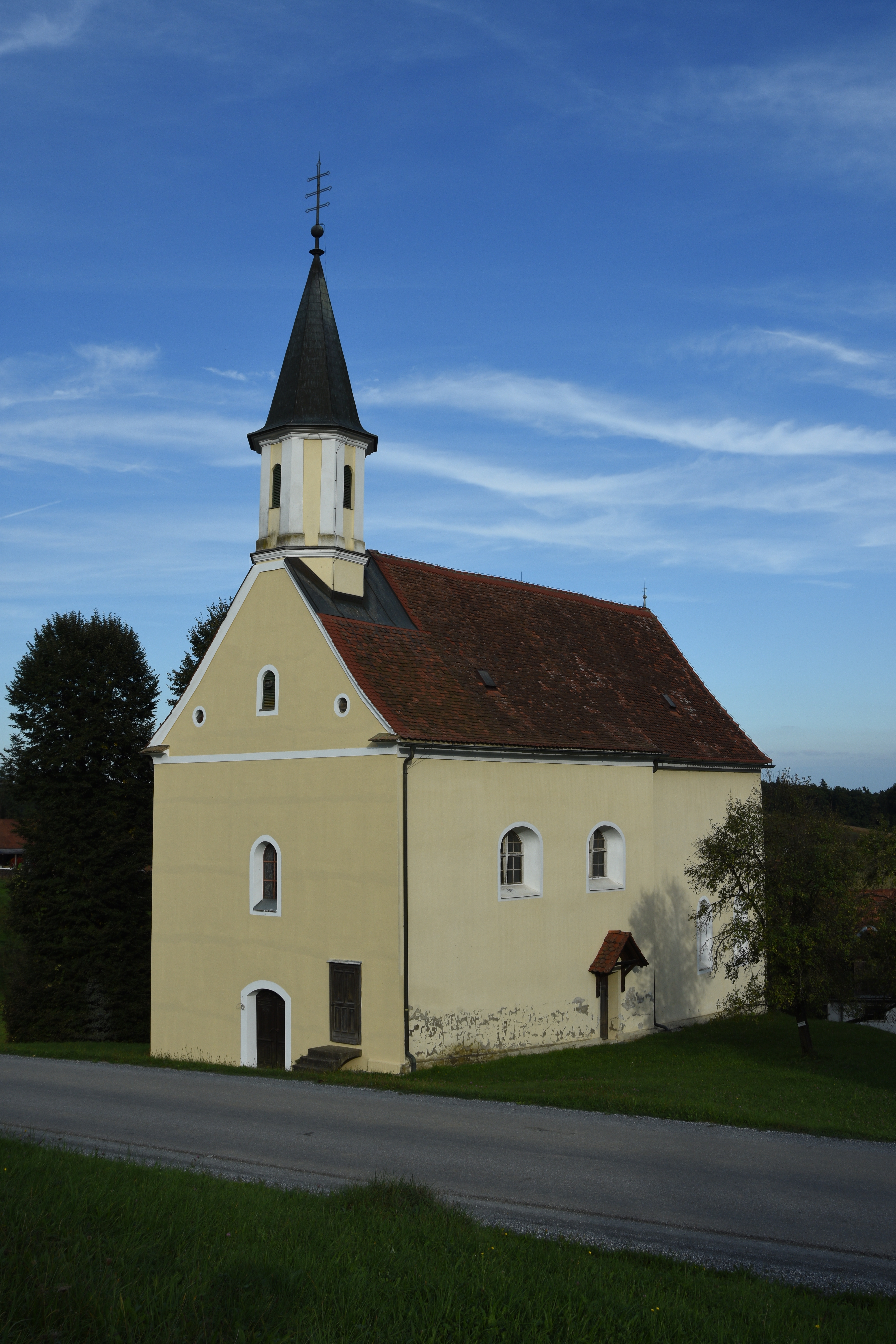
14 Nothelfer Kirche Pickelbach

Die Kirche Vierzehn Nothelfer in Pickelbach ist die römisch-katholische Filialkirche der Katastralgemeinde Petersdorf II der Gemeinde Sankt Marein bei Graz in der Steiermark. Ihre Geschichte geht bis in die erste Hälfte des 16. Jahrhunderts zurück.

## Geschichte
Die Kirche war 1545 die Pfarrkirche von Sankt Marein bei Graz und dem heiligen Nikolaus geweiht. Zwischen 1650 und 1660 wurde sie unter Beibehaltung des Chores neu errichtet und den Vierzehn Nothelfern geweiht. 1979 fand eine Restaurierung statt. Heute ist sie eine Filiale der Pfarre St. Marein.

## Beschreibung
Auf der Westfassade aus dem 17. Jahrhundert der Kirche thront ein kleiner, achteckiger Fassadenturm. Über dem Eingangsportal steht eine Statue des heiligen Nikolaus aus der Zeit des Kirchenumbaus.
Das dreijochige Langhaus wird von einem Kreuzgratgewölbe überspannt, das auf Pilastern und Gurtbögen ruht. Gewölbe und Pilaster sind mit spärlichem Stuck verziert. Der Chor aus dem ersten Drittel des 16. Jahrhunderts mit Fünfachtelschluss und einem verzogenen, gekehlten Spitzbogenfenster ist etwas aus der Achse gerückt.
Der Hochaltar wurde 1662 errichtet und hat einen erneuerten Wandaufbau mit einem Altarblatt der Vierzehn Nothelfer. Die beiden neugotischen Seitenaltäre stammen aus der zweiten Hälfte des 18. Jahrhunderts und zeigen den heiligen Florian und die heilige Barbara. Außerdem befindet sich in der Kirche eine Figur des heiligen Rochus. Diese Figur stammt wie der Tabernakel aus der zweiten Hälfte des 18. Jahrhunderts. Die kleine Orgel stammt aus dem 17. Jahrhundert.